# Taśma (wyrób hutniczy)
Taśma – wyrób hutniczy, rodzaj cienkiej blachy, na potrzeby transportu i magazynowania zwiniętej w cylindryczny krąg. Masa rolek (kręgów) bywa różna – przykładowo miękka blacha (np. aluminiowa) dostarczana jest w kręgach odpowiednio małych, aby wyeliminować samoczynne zgniatanie się jej (masa rolki blachy aluminiowej to przeciętnie 60 kg). Blachy stalowe magazynuje się i przewozi w większych kręgach o masie rzędu ton, wykluczających możliwość ręcznej pracy z nimi bez użycia sprzętu w postaci różnego rodzaju stojaków, rozwijarek i walcarek. Szerokość taśmy dochodzić może do 2 m.
Bardzo cienka taśma, o grubości setnych lub tysięcznych części milimetra, nazywana jest folią. Przykładem jest stosowana w gastronomii folia aluminiowa.